# 竜宮岬
竜宮岬（りゅうぐうみさき、Cape Ryugu）は、南極大陸のドロンニング・モード・ランドにある岬。らくだ岩の北東7海里（13キロメートル）に位置する。日本の南極地域観測隊が1957年から1962年にかけて撮影した空中写真および観測により地図作成され、命名が行われた。